# Combate cuerpo a cuerpo

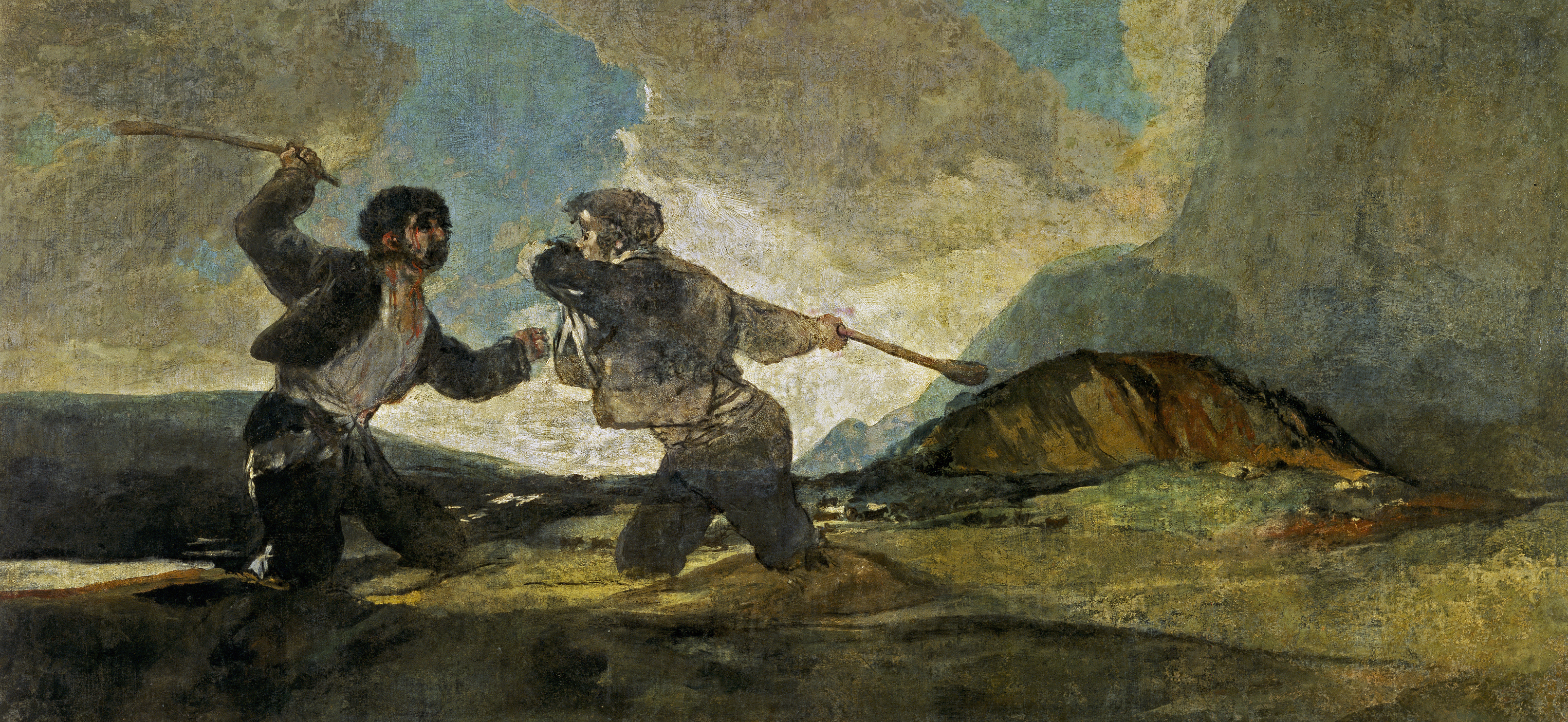
En la obra Duelo a garrotazos (La rina), de Francisco de Goya, los protagonistas son dos campesinos luchando cuerpo a cuerpo con garrotes.

El combate cuerpo a cuerpo es una expresión normalmente militar referida a la lucha entre dos personas en la que se ejerce una violencia física directa, tanto mediante el uso de algún arma blanca o contundente, como el del propio físico del atacante.
La expresión en inglés, hand-to-hand combat (a veces abreviado por las siglas en inglés HTH o H2H), se considera un término genérico que normalmente se refiere a la lucha sin armas. La frase «cuerpo a cuerpo» indica combate desarmado pero suele permitir el uso de algunas armas. Combate en espacios cerrados es el término común para el combate a corta distancia. Este puede incluir métodos letales y no letales.
Existen también formas de combate cuerpo a cuerpo como deporte, como son el boxeo, la lucha deportiva o las artes marciales.

## Historia y evolución
Dentro de la legión romana, la infantería pesada era la división destinada a entrar en contacto con el enemigo cuerpo a cuerpo valiéndose de una espada corta de doble filo con punta, un puñal y una lanza.

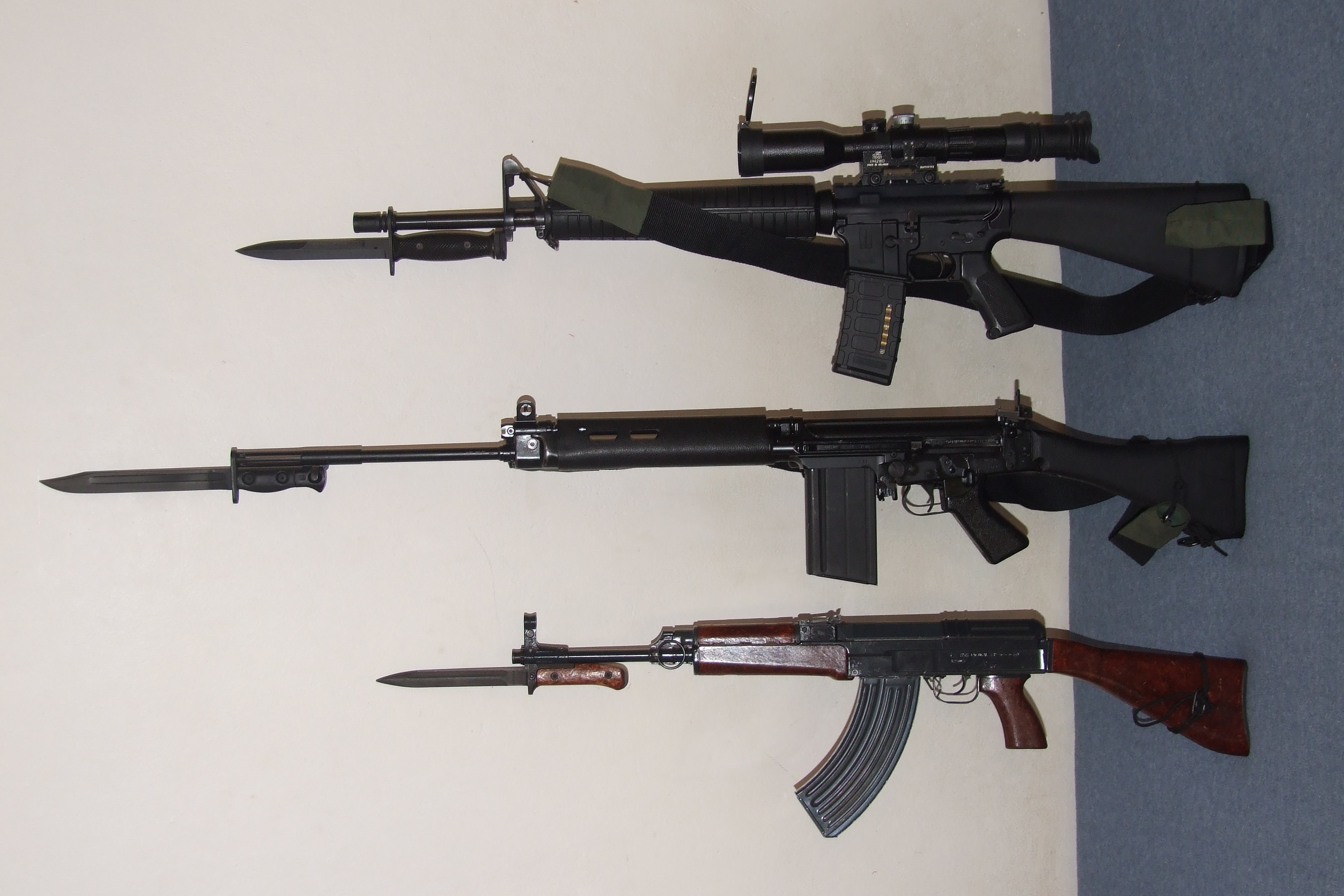
Rifles de asalto modernos con el acople del cuchillo de combate para su uso como bayoneta.

A mediados del siglo XVII el mosquete se consolida como arma para la infantería y, tras varias mejoras de diseño, surge el fusil con cartuchos a la que se le añade la bayoneta en el cañón.
En el siglo XX, tras la I Guerra Mundial y la recuperación económica que conllevó a los países implicados, las nuevas técnicas de combate trataron en evitar el cuerpo a cuerpo, ya que demostró ser una importante fuente de gasto. De este modo, el combate cuerpo a cuerpo fue desplazado por un combate a distancia más potente y preciso, reduciendo las bajas tanto militares como civiles.
Actualmente, con la integración de las nuevas tecnologías, la tendencia es aumentar la efectividad y eficiencia del soldado alejándolo de la lucha directa a la vez que se le dota de armas con una mayor potencia de fuego. Sin embargo, la preparación física sigue siendo clave en el entrenamiento militar, no tanto para la resistencia ante un posible enfrentamiento cara a cara con el enemigo, si no para soportar las duras condiciones de las maniobras y misiones. De este modo, perdura el montaje de bayonetas en armas modernas, a los soldados se les asigna un cuchillo de combate como parte de su equipamiento y se les instruye en técnicas de autodefensa y artes marciales.

## Tipos de combate cuerpo a cuerpo

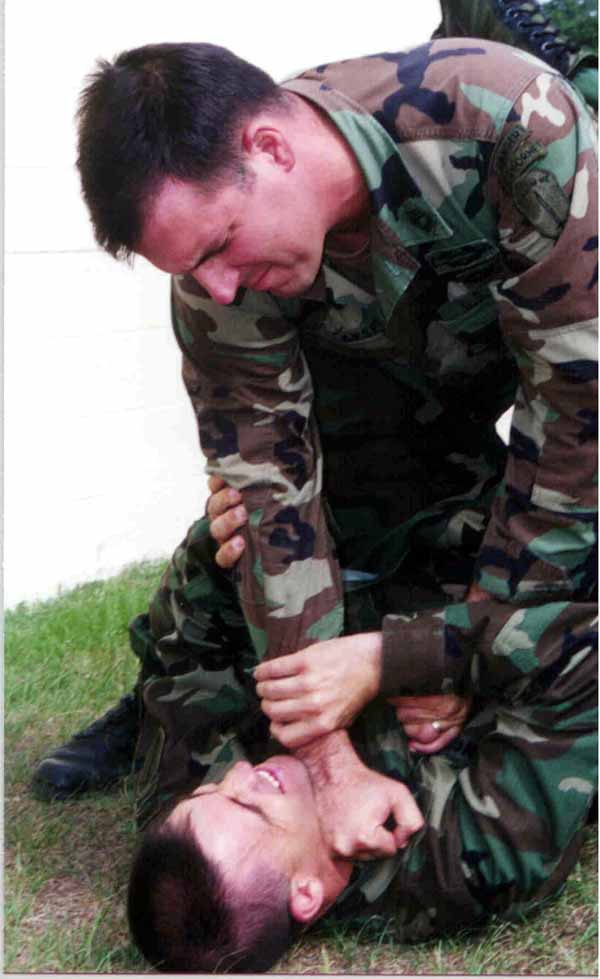
El instructor Matt Larsen mostrando un método de estrangulamiento contra un oponente en un entrenamiento de combate cuerpo a cuerpo del Ejército de los Estados Unidos.

El contacto entre los adversarios se puede dar tanto armado como desarmado. Las armas utilizadas para este tipo de combate pueden ser armas blancas o contundentes, en ambos casos considereadas de corto alcance. En el caso de la lucha sin armas, las técnicas utilizadas suelen ser las denominadas artes marciales de sistema sin armas así como otras de defensa personal.

### Lucha sin armas
En una lucha desarmada, los contendientes podrán utilizar diversas técnicas, entre las que podrían destacar:
- Artes Marciales Mixtas
- Lucha tradicional
- Boxeo
- Combate Especial
- Hapkido
- Jiu-jitsu brasileño
- Judo
- Kapap
- Kick Boxing
- Krav Magá
- Kung-Fu
- Karate
- Taekwondo
- Tangsudo
- Systema
- Sambo

### Armas
Algunos ejemplos de armas tradicional y/o comúnmente usadas en el combate cuerpo a cuerpo son:
| Blancas                                                                      | Contundentes                                                              |
| ---------------------------------------------------------------------------- | ------------------------------------------------------------------------- |
| - Bayoneta - Cuchillo - Espada - Katana - Lanza - Hacha de guerra - Tomahawk | - Bō - Tambō - Tonfa - Porra - Maza - Bastón de combate - Lucero del alba |